# Um Pistoleiro Chamado Papaco
 (mai 2022).
La mise en forme du texte ne suit pas les recommandations de Wikipédia : il faut le « wikifier ».
Les points d'amélioration suivants sont les cas les plus fréquents. Le détail des points à revoir est peut-être précisé sur la page de discussion.
- Les titres sont pré-formatés par le logiciel. Ils ne sont ni en capitales, ni en gras.
- Le texte ne doit pas être écrit en capitales (les noms de famille non plus), ni en gras, ni en italique, ni en « petit »…
- Le gras n'est utilisé que pour surligner le titre de l'article dans l'introduction, une seule fois.
- L'italique est rarement utilisé : mots en langue étrangère, titres d'œuvres, noms de bateaux, etc.
- Les citations ne sont pas en italique mais en corps de texte normal. Elles sont entourées par des guillemets français : « et ».
- Les listes à puces sont à éviter, des paragraphes rédigés étant largement préférés. Les tableaux sont à réserver à la présentation de données structurées (résultats, etc.).
- Les appels de note de bas de page (petits chiffres en exposant, introduits par l'outil «  Source ») sont à placer entre la fin de phrase et le point final[comme ça].
- Les liens internes (vers d'autres articles de Wikipédia) sont à choisir avec parcimonie. Créez des liens vers des articles approfondissant le sujet. Les termes génériques sans rapport avec le sujet sont à éviter, ainsi que les répétitions de liens vers un même terme.
- Les liens externes sont à placer uniquement dans une section « Liens externes », à la fin de l'article. Ces liens sont à choisir avec parcimonie suivant les règles définies. Si un lien sert de source à l'article, son insertion dans le texte est à faire par les notes de bas de page.
- La présentation des références doit suivre les conventions bibliographiques. Il est recommandé d'utiliser les modèles {{Ouvrage}}, {{Chapitre}}, {{Article}}, {{Lien web}} et/ou {{Bibliographie}}. Le mode d'édition visuel peut mettre en forme automatiquement les références.
- Insérer une infobox (cadre d'informations à droite) n'est pas obligatoire pour parachever la mise en page.

Pour une aide détaillée, merci de consulter Aide:Wikification.
Si vous pensez que ces points ont été résolus, vous pouvez retirer ce bandeau et améliorer la mise en forme d'un autre article.
 (mai 2022).
Le contenu est difficilement compréhensible vu les erreurs de traduction, qui sont peut-être dues à l'utilisation d'un logiciel de traduction automatique.
 (mai 2022).
Pour plus de détails, voir Fiche technique et Distribution.
Um Pistoleiro Chamado Papaco, également sorti sous le nom d' Os Amores de um Pistoleiro, est un film brésilien du genre western et pornographique de 1986 réalisé par Mário Vaz Filho (pt). Il a été produit à Boca do Lixo, à São Paulo, par Olympus Filmes. Sur Internet, le film est devenu un mème au Brésil.

## Synopsis
Le bandit armé Papaco erre dans l’Ouest en traînant son cercueil contenant des biens précieux (qui ne sont révélés qu'à la fin du film) pour négocier avec un groupe de bandits dans la ville de Santa Cruz das Almas. Sur son chemin, il rencontre un homme nommé Pancho Favela. Pancho le défie, mais Papaco gagne facilement, le violant peu de temps après. En chemin, après avoir affronté et tué ses quatre maris, Papaco rencontre Linda, qui demande à l'accompagner. En arrivant en ville, plusieurs gangs liés aux patrons du crime local Jane et Shoe tentent de voler les marchandises dans le cercueil. Après avoir été recueilli au bordel de la ville par le croque-mort, Papaco est rendu par le nain Big Boy, mais parvient finalement à négocier la marchandise.

## Distribution
Source, :
- Fernando Benini : Papaco
- Chumbinho : nain Big Boy
- Márcia Ferro : Linda
- Nikita : Jane
- Ignaldo Costa : Sapato
- Paco Sanchez : Pancho Favela
- Satã (Melquíades França Netto) : Sartana
- Denise Clair : une prostituée du saloon
- Angelica Belmont : une prostituée du saloon
- Camila Gordon : une prostituée du saloon
- Priscilla Presley : une prostituée du saloon
- Custódio Gomes : homme de main de Jane

## Contexte et version
Um Pistoleiro Chamado Papaco a été réalisé par Mário Vaz Filho et produit par Olympus Filmes  à Boca do Lixo, une région du centre-ville de São Paulo qui était un centre cinématographique marginal dans les années 1960 et 1980. À partir de 1981, le genre pornochanchada « a fleuri pour la dernière fois » en incluant des scènes sexuellement explicites, lorsqu'elles étaient autorisées. Mário a commencé à réaliser des films en 1982. Um Pistoleiro Chamado Papaco, un western brésilien, a été "réalisé dans la tonalité de la satire" de Django, un film italien de 1966. Selon le journaliste Matheus Trunk, Mário "était un type intellectuel, donc même dans l'explicite, il cherchait à utiliser le double sens et l'humour". Par exemple, dans le cercueil porté par le protagoniste, au lieu d'une mitrailleuse, le pistolero a apporté une collection de godes. A Pistoleiro Chamado Papaco est sorti le 22 septembre 1986 à São Paulo et le 3 novembre à Rio de Janeiro .

## Accueil
Pour O Globo, FMV a décrit Um Pistoleiro Chamado Papaco comme une « salade porno à la sauce sexuellement explicite », contenant « une parodie de western spaghetti et une comédie pornographique ». Il a critiqué le fait que les « quelques idées les moins ignobles » soient éclipsées par les scènes de sexe à outrance, « comme n'importe quel porno », malgré le photographe compétent présent dans la réalisation du film. Jorge Coli, professeur d'histoire de l'art à Unicamp, a qualifié le film de « parodie phénoménale du western spaghetti » Um Pistoleiro Chamado Papaco est le film le plus célèbre de Mário Vaz Filho, devenu une bande dessinée et un mème Internet au Brésil, connu pour ses blagues et ses dialogues remplis de jurons.